# Циншаньху
Циншаньху́ (кит. упр. 青山湖, пиньинь Qīngshānhú) — район городского подчинения городского округа Наньчан провинции Цзянси (КНР).

## История
С древних времён эти земли были частью уезда Наньчан (南昌县). Во времена империи Сун в 1163 году северо-западная половина уезда Наньчан была выделена в отдельный уезд Синьцзянь (新建县), однако власти обоих уездов размещались в одном и том же месте. Во времена Китайской Республики урбанизированная зона, в которой совместно размещались власти уездов Наньчан и Синьцзянь, была в 1926 году выделена в отдельную административную единицу — город Наньчан, подчинённый напрямую правительству провинции Цзянси.
После образования КНР был создан Специальный район Наньчан (南昌专区), объединивший 10 окрестных уездов. 23 августа 1958 года уезды Наньчан и Синьцзянь были переданы из состава Специального района Наньчан под юрисдикцию властей города Наньчан. В ноябре 1961 года из прилегавших к городской черте частей уездов Наньчан и Синьцзянь был официально образован Наньчанский Пригородный район (南昌市郊区). В 1968 году он был упразднён, но в 1972 году — воссоздан.
Постановлением Госсовета КНР от 6 июня 2002 года Наньчанский Пригородный район был переименован в район Циншаньху.

## Административное деление
Район делится на 3 уличных комитета и 6 посёлков.